# Ruta Estatal de Arizona 169
La Ruta Estatal de Arizona 169, y abreviada SR 169 (en inglés: Arizona State Route 169) es una carretera estatal estadounidense ubicada en el estado de Arizona. La carretera inicia en el Oeste desde la SR 69     en Dewey hacia el Este en la I 17 . La carretera tiene una longitud de 24,4 km (15.16 mi).

## Mantenimiento
Al igual que las autopistas interestatales, y las rutas federales y el resto de carreteras estatales, la Ruta Estatal de Arizona 169 es administrada y mantenida por el Departamento de Transporte de Arizona por sus siglas en inglés ADOT.